# Поетика (Арістотель)
«Поетика» Арістотеля є першим в історії твором, який узагальнив естетичні знання античного світу, обґрунтував цілий ряд теоретико-літературних категорій, звівши їх у певну завершену й цілісну систему. Він обґрунтував поділ літератури на три роди — епос, лірику і драму.

## "Поетика" в деталях
На самому початку «Поетики» Арістотель пише про те, що усі роди поезії є по суті нічим іншим як наслідуванням (мімезис). Торкаючись питання про виникнення драми, Аристотель пише, що трагедія і комедія виникли з імпровізації. Безпосередньо трагедія розвинулася з дифірамбічних пісень, а комедія - з фалічних. Есхіл перший збільшив кількість акторів від одного до двох, зменшив хорові партії та на перший план вивів діалог. Софокл ввів трьох акторів та декорації. Пізніше за трагедіями закріпився усталений розмір, природний для усної мови — ямб.
Епічна поезія подібна до трагедії тим, що зображує серйозні характери, а відмінна — тривалістю дії. Епічна поезія не обмежена часовими рамками, а трагедія намагається триматися у рамках одного дня.
Арістотель дає трагедії наступне визначення: «Трагедія є відтворення дії серйозної і закінченої, що має певний об'єм, прикрашена мовою, різними її видами окремо в різних частинах, — відтворення дією, а не розповіддю, що здійснюється через співчуття і страх очищення подібних відчуттів».
«Прикрашеною» називається мова, що має ритм, гармонію і віршовий розмір, «різними її видами» — це виконання декількох частин трагедії тільки розмірами чи розмірами і співом. Текст у драмі — це пояснення дії через слова. Оскільки дія виконується певними особами, то для оцінки якості виконання використовуються «думка» і «характер».
Відтворення дії — це фабула, тобто, послідовність подій. Характер — це те, на основі чого глядачі визначають якості діючих осіб. Думка — те, застосовуючи що актори доводять щось чи просто пояснюють про свої погляди.
Отже, кожна трагедія має складатися з шести частин, а саме: фабула, характер, думка, сценічна обстановка, текст та музична композиція. Ці частини характерні для кожної трагедії.
Найважливіша з цих частин — склад подій, оскільки трагедія є зображенням не людей, а дій і нещасливої долі. Щастя і нещастя виявляються у дії, і мета трагедії зобразити якусь дію, а не якість. Люди за своїм характером бувають різними, а якщо оцінювати їх за вчинками то, то вони бувають щасливими чи, навпаки, нещасливими. Зважаючи на це поети піклуються не про те, щоб зображувати характери, а про те, щоб зображувати дії. Таким чином, дія і фабула є метою трагедії, а мета важливіша понад усе.
Аналізуючи елементи, необхідні гарній фабулі, Аристотель називає три такі елементи — це перипетія, пізнавання та страждання. Як перипетію Аристотель розуміє неочікувану зміну у ході подій, коли хід подій стає протилежним. Пізнавання — це один з видів перипетій, коли в результаті різкої зміни ходу подій, герої дізнаються щось важливе про свою долю чи долю інших героїв. Аристотель наголошує на тому, що перипетії та пізнавання мають обов'язково бути присутніми в фабулі трагедії, оскільки тільки вони можуть викликати у глядачів страх чи співчуття, зображення яких власне і займається трагедія.
Третя частина трагедії страждання — це частина дії, коли на сцені герой помирає, страждає від болю тощо.
Даючи рекомендації, Аристотель пише як правильно потрібно зображувати страждання і страх на сцені. Для зображення страждання, потрібно уникати двох крайнощів: не слід обирати негідників чи благородних людей — потрібно обирати щось середнє, щоб герой, який страждає на сцені, був подібний чимось до глядачів. А глядачів саме це і має лякати і викликати співчуття, глядачі повинні бачити у герої, що страждає, самих себе. Страх і співчуття можуть бути викликані театральною обстановкою чи поєднанням подій. Останнє цінується набагато вище і досягається тільки найкращими поетами.
Фабула повинна бути складена так, щоб глядач дивлячись на події на сцені страждав і відчував співчуття. Метою трагедії є викликати у глядачів специфічне задоволення (катарсис), яке виникає тоді, коли глядач споглядаючи дію трагедії переживає страх і співчуття. Саме тому дія трагедії має бути сповнена цих почуттів.
Видів трагедії чотири:

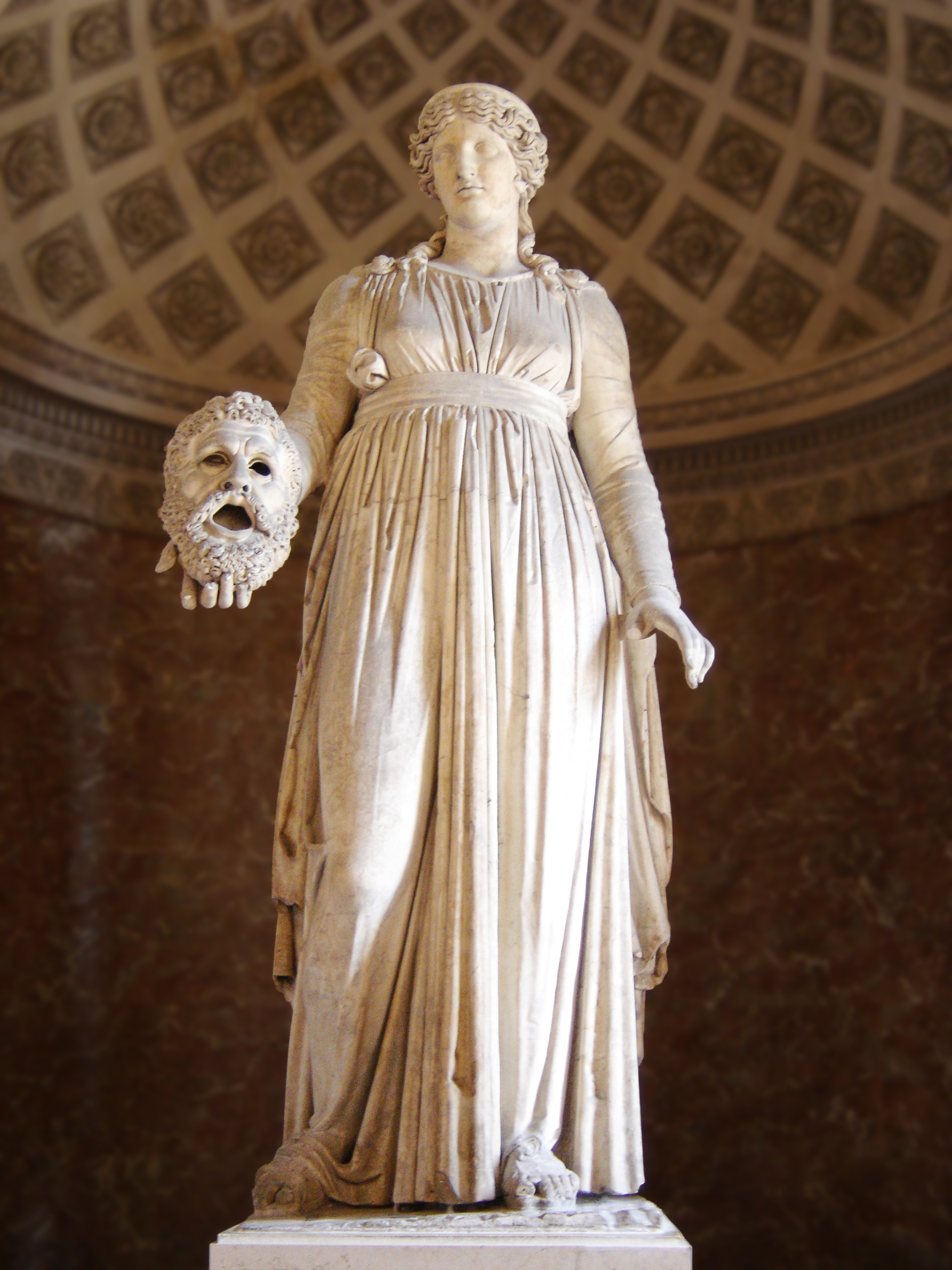
Муза Мельпомена з трагічною маскою

1. Трагедія заплутана, яка цілком складається з перипетії і пізнавання;
2. Трагедія патетична, наприклад, «Еанти» і «Іксиони»;
3. Трагедія характерів, наприклад, «Фтіотіди» і «Пелей»;
4. Трагедія фантастична, наприклад, «Форкиди», «Прометей» і всі ті, де дія відбувається у пеклі.

Аристотель радить поетам наскільки дозволяє фабула суміщати усі ці чотири види у кожній трагедії.
Наприкінці свого трактату Аристотель порівнює трагедію і епос. Аристотель стверджує, що трагедія стоїть вище за епос. Головні його аргументи полягають у тому, що трагедія має усі ті засоби виразності, що й епопея, наприклад поетичний розмір. Крім того, в трагедії можна користуватися музикою, сценічною обстановкою, завдяки якій приємні враження стають особливо живими. Далі, трагедія має наочність, яка властива тільки дії. Трагедія менша за протяжністю в часі, що полегшує її сприйняття. Але найголовніша перевага трагедії це те, що вона викликає особливий конкретний вид задоволення, коли глядач боїться і співчуває.
Отже, Аристотель у своєму трактаті «Поетика» приділив значну увагу розробці теорії трагедії. Він назвав формальні ознаки трагедії, виділивши шість головних частин: фабула, характер, думки, сценічна обстановка, текст та музична композиція. Він також класифікував трагедії за змістом: заплутана, фантастична, патетична, трагедія характерів; виділив головні елементи кульмінації: перипетія, пізнавання, страждання. Крім того, Аристотель визначив головну мету трагедії. Мета трагедії полягає у створенні у глядачів особливого виду задоволення, яке виникає, коли глядачі відчувають страх чи співчуття, а також пояснив, що необхідно для того, щоб викликати у глядачів ці відчуття.

## Склад
26 невеликих розділів (про сенс і сутність мистецтва,про специфіку художньої літератури,про значущість трагедії її головного героя,про залежність письменника від смаків і запитів читача).

## Цікаво
"Поетика" Арістотеля протягом тривалого часу була взірцем для наукових праць з теорії літератури.

## Популярна культура
«Поетика» Аристотеля виступає активно в популярній книжці «Ім'я рози» італійського письменника Умберто Еко.